# السكرتير الصحفي للبيت الأبيض

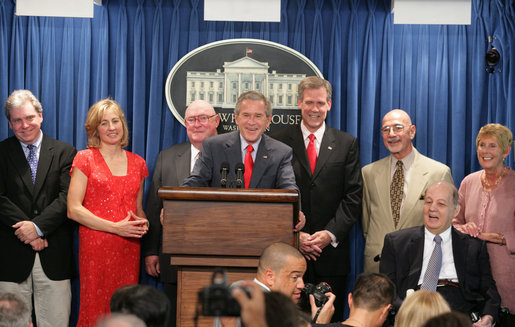
في أغسطس من عام 2006، الرئيس الأمريكي السابق جورج دبليو بوش يستضيف سبعة من السكرتاريين الصحفيين السابقين للبيت الأبيض

السكرتير الصحفي للبيت الأبيض هو الناطق الرسمي باسم الرئاسة الأمريكية في البيت الأبيض كما يباشر مهمة جمع المعلومات عن الأعمال والأحداث داخل إدارة الرئيس الأمريكي والقضايا وردود فعل الإدارة الأميركية على التطورات في جميع أنحاء العالم. ويتفاعل السكرتير الصحفي مع وسائل الإعلام، كما يتعامل مع صحافيي البيت الأبيض على أساس يومي، عامةً في موجز صحفي يومي.

## التاريخ
غالباً ما كان يتم شغل هذا المنصب من قبل الأشخاص ذووا الخلفية الإعلامية المختصة بإعلام الأخبار:

### إدارةفرانكلين روزفلت
تم تعيين ستيفن إيرلي، وهو مراسل ليونايتد برس انترناشونال ومراسل وكالة أسوشيتد برس.

### إدارة ترومان
شغل هذا المنصب جوناثان جورج دانيلز، وهو الصحفي الذي كان في إدارة الرئيس فرانكلين روزفلت في وكالات متعددة وعلى مختلف المجالس قبل أن يصبح السكرتير الصحفي للبيت الأبيض، تلاه تشارلز غريفيث روس وهو الصحفي الذي حصل على جائزة بوليتزر في عام 1932.

### إدارة آيزنهاور
شغل هذا المنصب جيمس هاغرتي، وهو مراسل لصحيفة نيويورك تايمز.

### إدارة كينيدي
شغل هذا المنصب بيير سالينغر، وهو مراسل ومحرر.

### إدارة جونسون
تم تعيين جورج كريستيان، مراسل وكالة الأنباء الدولية وتلاه المعلق في برنامج تلفزيوني بيل مويرز.

### إدارة فورد
تم تعيين جيرالد تيرهورست وهو من قدامى صحفيي الحرب وتلاه رون نيسين، مراسل ان بي سي نيوز.

### إدارة ريغان
شغل هذا المنصب لاري سبيكس، وهو صحفي وتلاه مارلين فيتزواتر وهو صحفي أيضاً.

### إدارة جورج اتش دبليو بوش
شغل هذا المنصب مارلين فيتزواتر.

### إدارة جورج دبليو بوش
تم تعيين توني سنو، وهو صحفي مخضرم في قناة فوكس نيوز.

### إدارةباراك أوباما
بتاريخ 5 يناير 2011 أعلن روبرت جيبس السكرتير الصحفي للبيت الأبيض أنه سيترك منصبه في أوائل شهر فبراير من نفس العام.
في 11 فبراير 2011، أعلن باراك أوباما تعيين جاي كارني في الوظيفة، والذي كان في ذلك الوقت مدير الاتصالات لمنصب نائب الرئيس جو بايدن ورئيس مكتب واشنطن السابق لمجلة تايمز.
في 30 مايو 2014 أعلن الرئيس باراك أوباما أن إرسنت سوف يخلف جاي كارني كسكرتير صحفي للبيت الأبيض.

## إدارة ترمب
قام دونالد ترمب باختيار شون سبايسر في منصب المتحدث باسم البيت الأبيض في 2 يونيو 2017، لكنه استقال من الوظيفة في 21 يوليو 2017، بعد أن عيّن الرئيس الأميركي أنتوني سكاراموتشي كالمتحدث الرسمي. تم إقالة أنتوني بعد عشرة أيام فقط من بقائه في المنصب، وتم تعيين سارة هاكابي ساندرز ومازالت في المنصب حتى الآن.

## وصلات خارجية
- غرفة الموجزات الصحفية في البيت الأبيض الأمريكي
- georgewbush-whitehouse.archives.gov/news/briefings/, George W. Bush administration Press Briefings (by date) hosted at the إدارة الأرشيف والوثائق الوطنية official website (accessed September 15, 2009)
- clintonpresidentialcenter.org/archives/, Clinton administration archives portal page at the William J. Clinton Presidential Center and Park (accessed September 15, 2009)